# Cetarthrosaurus
Cetarthrosaurus es un género extinto de ictiosaurio conocido del este del Reino Unido. Fue recolectado en la formación Cambridge Greensand, que data de fines del Albiense o principios del Cenomaniense, en el límite entre el Cretácico Inferior y el Cretácico Superior. Cetarthrosaurus fue nombrado originalmente por Harry G. Seeley en 1896 y la especie tipo es Cetarthrosaurus walkeri.